# Élections législatives autrichiennes de 1975
Les élections législatives autrichiennes de 1975 (Nationalratswahl in Österreich 1975, en allemand), se sont tenues le 5 octobre 1975, en vue d'élire les cent quatre-vingt-trois députés du Conseil national, pour un mandat de quatre ans.
Le Parti socialiste d'Autriche remporte ces élections devant l'ÖVP.

## Contexte
Karl Schleinzer président de l'ÖVP meurt le 19 juillet 1975 à quelques jours de l'élection. Il est remplacé par Josef Taus.

## Mode de scrutin

Carte des neuf Länder.

L'Autriche est une république semi-présidentielle dotée d'un parlement bicaméral.
Sa chambre basse, le Conseil national (en allemand : Nationalrat), est composée de 165 députés élus pour cinq ans selon un mode de scrutin proportionnel de liste bloquées dans neuf circonscriptions, qui correspondent aux Länder, à raison de 7 à 36 sièges par circonscription selon leur population. Elles sont ensuite subdivisées en un total de 43 circonscriptions régionales.
Le seuil électoral est fixé à 4 % ou un siège d'une circonscription régionale. La répartition se fait à la méthode de Hare au niveau régional puis suivant la méthode d'Hondt au niveau fédéral.
Bien que les listes soit bloquées, interdisant l'ajout de noms n'y figurant pas, les électeurs ont la possibilité d'exprimer une préférence pour un maximum de trois candidats, permettant à ces derniers d'être placés en tête de liste pour peu qu'ils totalisent un minimum de 14 %, 10 % ou 7 % des voix respectivement au niveau régional, des Länder, et fédéral. Le vote, non obligatoire, est possible à partir de l'âge de 19 ans.

## Partis et têtes de liste
| Parti | Parti                                                           | Idéologie                                                      | Tête de liste                      | Résultat en 1971           |
| ----- | --------------------------------------------------------------- | -------------------------------------------------------------- | ---------------------------------- | -------------------------- |
|       | Parti socialiste d'Autriche Sozialistische Partei Österreichs   | Centre gauche Social-démocratie, progressisme                  | Bruno Kreisky (Chancelier fédéral) | 50,0 % des voix 93 députés |
|       | Parti populaire autrichien Österreichische Volkspartei          | Centre droit Démocratie chrétienne, conservatisme, libéralisme | Josef Taus                         | 43,1 % des voix 80 députés |
|       | Parti de la liberté d'Autriche Freiheitliche Partei Österreichs | Extrême droite Nationalisme, conservatisme, euroscepticisme    | Friedrich Peter                    | 5,5 % des voix 10 députés  |

## Résultats

### Scores
| Parti | Parti                                | Suffrages | Suffrages | Suffrages | Sièges  | Sièges        |
| Parti | Parti                                | Voix      | %         | +/-       | Députés | +/-           |
| ----- | ------------------------------------ | --------- | --------- | --------- | ------- | ------------- |
|       | Parti socialiste d'Autriche (SPÖ)    | 2 326 201 | 50,42     | 0,38      | 93      | en stagnation |
|       | Parti populaire autrichien (ÖVP)     | 1 981 291 | 42,94     | 0,18      | 80      | en stagnation |
|       | Parti de la liberté d'Autriche (FPÖ) | 249 444   | 5,41      | 0,04      | 10      | en stagnation |
|       | Parti communiste d'Autriche (KPÖ)    | 55 032    | 1,19      | 0,17      | 0       | en stagnation |
|       | Autres                               | 1 464     | 0,03      | N/A       | 0       | N/A           |

### Analyse
Le Parti socialiste d'Autriche arrive premier avec plus de 50 % des suffrages de plus il conserve la majorité absolue. Le Parti populaire autrichien est deuxième avec 42,94 %.

### Conséquences
Bruno Kreisky conserve son poste de chancelier.